# Junta Militar da Colômbia
A Junta Militar da Colômbia (em castelhano:  Junta Militar de Gobierno) foi o órgão militar que governou a Colômbia entre 10 de maio de 1957 e 7 de agosto de 1958. Assumiu o poder após a renúncia do general Gustavo Rojas Pinilla da presidência. Era composta por cinco membros, todos integrantes das Forças Armadas da Colômbia.
Seu governo permitiu que os partidos liberal e conservador colocassem em prática o pacto da Frente Nacional, por meio do qual alternavam a presidência até 1974. Também foi responsável pela transição do governo militar para o regime democrático. Foi o único governo plural e militar da história da Colômbia.

## Governo (1957-1958)

### Origens
A impopularidade do presidente Gustavo Rojas Pinilla (que através de uma manobra legal conseguiu se eleger presidente por mais quatro anos) resultou em fortes pressões do setor civil colombiano, como uma greve nacional de dez dias da indústria, do comércio e dos bancos. Rojas, vendo-se derrotado, renunciou em 10 de maio de 1957.
Antes de se retirar, porém, Rojas entregou o poder a uma junta militar, composta por ele mesmo, na qual, além de seus integrantes titulares, atuavam membros de ambos os partidos.

### Membros
| Cargo               | Nome | Nome                          | Cargo anterior                                 |
| ------------------- | ---- | ----------------------------- | ---------------------------------------------- |
| Presidente da Junta |      | Gabriel París Gordillo        | Ministro da Defesa                             |
| Membros             |      | Deogracias Fonseca Espinosa   | Diretor da Policia Nacional                    |
| Membros             |      | Rubén Piedrahíta Arango       | Ministro de Obras Públicas                     |
| Membros             |      | Rafael Navas Pardo            | Comandante do Exército Nacional                |
| Membros             |      | Luis Ernesto Ordóñez Castillo | Diretor do Servicio de Inteligencia Colombiano |

Deve-se destacar que todos os membros da junta, apesar de serem militares (o que na Colômbia equivale a apolíticos) eram de ideologia conservadora.
O general Gabriel París foi nomeado presidente da Junta por ser o oficial mais antigo do Exército Nacional e por ter presidido a presidência do país em uma ocasião. Cada membro se encarregou dos assuntos correspondentes a determinados ministérios e nomeavam um secretário-geral.